# Araneus sponsus
Araneus sponsus là một loài nhện trong họ Araneidae.
Loài này thuộc chi Araneus. Araneus sponsus được Tord Tamerlan Teodor Thorell miêu tả năm 1887.